# Indian Summer (álbum)
Indian Summer es el título del primer trabajo musical realizado por la banda de emo y screamo que lleva su mismo nombre; Indian Summer. Fue lanzado en 1993 bajo el sello discográfico Repercussion Records.

## Canciones
- Angry son - 7:26
- Aren't you an angel - 4:41
- Millimeter - 2:31